# آلیک آراکلیان
آلیک آرائیکی آراکلیان (ارمنی: Ալիկ Արայիկի Առաքելյան؛ زادهٔ ۲۱ مهٔ ۱۹۹۶ در ایروان) بازیکن فوتبال در پست هافبک اهل ارمنستان است که هم‌اکنون عضو ِآرارات ایروان می‌باشد و در لیگ برتر فوتبال ارمنستان بازی می‌کند.

## باشگاهی
از باشگاه‌هایی که در آن بازی کرده‌است می‌توان به باشگاه فوتبال میکا، باشگاه فوتبال پیونیک و ِآرارات ایرواناشاره کرد.

## تیم ملی
وی همچنین در تیم‌های ملی فوتبال زیر ۱۷ سال ارمنستان، زیر ۱۹ سال ارمنستان، زیر ۲۱ سال ارمنستان و بزرگسالان ارمنستان بازی کرده‌است. آراکلیان نخستین و تنها بازی ملی خود را در چهارچوب en:2018–19 UEFA Nations League D در تاریخ ۱۹ نوامبر ۲۰۱۸ در فادوتس در مقابل لیختن اشتاین انجام داده‌است.